# إذاعة خرطوم إف إم
 إذاعة خرطوم إف إم الصوت الاقتصادي الأول في السودان (إذاعة اقتصادية). وقد انطلقت في العام 2005 م عبر موجة الإف إم 89 بولاية الخرطوم.